# Чемпіонат світу з футболу 1966 (плей-оф)
Плей-оф чемпіонату світу з футболу 1966 — другий і останній етап світової футбольної першості 1966 року, за результатами якого визначався чемпіон світу. Учасниками плей-оф були вісім команд, визначених на груповій стадії. Змагання проходили за олімпійською системою у період з 23 по 30 липня 1966 року, починаючи з чвертьфіналів. Переможець у кожній парі визначався за результатами однієї гри. В усіх матчах плей-оф, окрім фінального, переможці визначилися в основний час.
Плей-оф завершився фінальною грою на лондонському стадіоні Вемблі, в якій господарі турніру збірна Англії лише у додатковий час здолала з рахунком 4:2 збірну ФРН, уперше у своїй історії ставши чемпіоном світу. Таким чином англійці стали п'ятою командою-володарем титулу найсильнішої збірної світу. Утретє, після перших двох розіграшів світової першості в Уругваї та Італії, чемпіонат виграла команда господарів фінального турніру.
Фінальній грі передував матч за третє місце, в якому зустрічалися команди, що програли свої півфінальні двобої, і де бронзові нагороди турніру виборола збірна Португалії.

## Учасники
Учасниками плей-оф стали команди, що посіли перші і другі місця у своїх групах на першому етапі фінальної частини чемпіонату.
| Група | Переможці  | Другі місця    |
| ----- | ---------- | -------------- |
| 1     | Англія     | Уругвай        |
| 2     | ФРН        | Аргентина      |
| 3     | Португалія | Угорщина       |
| 4     | СРСР       | Північна Корея |

## Турнірна піраміда
|  | Чвертьфінали               | Чвертьфінали         |                            |      | Півфінали   | Півфінали   |  |  | Фінал                      | Фінал |
|  |                            |                      |                            |      |             |             |  |  |                            |       |
|  | 23 липня – Лондон (Вемблі) |                      |                            |      |             |             |  |  |                            |       |
|  |                            |                      |                            |      |             |             |  |  |                            |       |
|  | Англія                     | 1                    |                            |      |             |             |  |  |                            |       |
|  | Англія                     | 1                    | 26 липня – Лондон (Вемблі) |      |             |             |  |  |                            |       |
|  | Аргентина                  | 0                    |                            |      |             |             |  |  |                            |       |
|  | Аргентина                  | 0                    | Англія                     | 2    |             |             |  |  |                            |       |
|  | 23 липня – Ліверпуль       |                      | Англія                     | 2    |             |             |  |  |                            |       |
|  |                            | Португалія           | 1                          |      |             |             |  |  |                            |       |
|  | Португалія                 | Португалія           | 1                          | 5    |             |             |  |  |                            |       |
|  | Португалія                 |                      | 30 липня – Лондон (Вемблі) | 5    |             |             |  |  |                            |       |
|  | Північна Корея             | 3                    |                            |      |             |             |  |  |                            |       |
|  | Північна Корея             | 3                    | Англія (aet)               | 4    |             |             |  |  |                            |       |
|  | 23 липня – Шеффілд         |                      | Англія (aet)               | 4    |             |             |  |  |                            |       |
|  |                            | ФРН                  | 2                          |      |             |             |  |  |                            |       |
|  | ФРН                        | ФРН                  | 2                          | 4    |             |             |  |  |                            |       |
|  | ФРН                        | 25 липня – Ліверпуль |                            | 4    |             |             |  |  |                            |       |
|  | Уругвай                    | 0                    |                            |      |             |             |  |  |                            |       |
|  | Уругвай                    | 0                    | ФРН                        | 2    | Третє місце | Третє місце |  |  |                            |       |
|  | 23 липня – Сандерленд      |                      | ФРН                        | 2    | Третє місце | Третє місце |  |  |                            |       |
|  |                            | СРСР                 | 1                          |      |             |             |  |  |                            |       |
|  | СРСР                       | СРСР                 | 1                          | 2    | Португалія  | 2           |  |  |                            |       |
|  | СРСР                       |                      |                            | 2    | Португалія  | 2           |  |  |                            |       |
|  | Угорщина                   | 1                    |                            | СРСР | 1           |             |  |  |                            |       |
|  | Угорщина                   | 1                    |                            |      | 1           |             |  |  |                            |       |
|  |                            |                      |                            |      |             |             |  |  | 28 липня – Лондон (Вемблі) |       |
|  |                            |                      |                            |      |             |             |  |  |                            |       |

## Чвертьфінали

### Англія — Аргентина
Гра запам'яталася насамперед скандалом, пов'язаним з вилученням капітана аргентинців Антоніо Раттіна на 35-й хвилині. За іронією, у грі, наповненій жорсткою грою і грубими порушеннями правил, гравця було вилучено за лайку та усні погрози. Рішення німецького арбітра про вилучення спричинило конфлікт — Раттін відмовився залишати поле, а його партнери по команді погрожували відмовою продовжувати матч. Пауза тривала вісім хвилин, гру вдалося поновити лише після того як втрутилася англійська поліція, яка вивела вилученого гравця з поля, що ще більше нагадало Битву в Сантьяго, матч попередньої світової першості, де також рішення арбітра залишали у більшості команду-господаря турніру (того разу збірну Чилі) і де також не обійшлося без втручання поліції. Після відновлення гра продовжувалася з великою кількістю обопільних грубощів, а її результат визначив єдиний гол, який на 78-й хвилині ударом головою зміг забити англієць Джефф Герст.
Якщо у цьому матчі західнонімецький арбітр залишив у більшості збірну Англії, то в паралельній грі через рішення англійського рефері перевагою у двох гравців скористалася вже збірна ФРН, здолавши Уругвай. Це дозволило представникам Аргентини і Уругваю звинувати в упередженості не лише суддівські бригади, що обслуговувавали ці двобої, але й керівництво ФІФА, яке, на їхню думку, прихільніше ставилося до європейських команд. Звинувачення не мало формальних наслідків, проте додало принциповості протистоянням між європейськими і південноамериканськими командами, боротьба в яких у подальшому тривалий час відзначалася підвищеною безкомпромісністю і жорсткістю.
| 23 липня 1966 15:00 UTC+1 |

| Англія    | 1–0      | Аргентина |
| --------- | -------- | --------- |
| Герст 78' | Протокол |           |

| Вемблі, Лондон Глядачів: 90,584 Арбітр: Рудольф Крайтляйн (ФРН) |

| ВР               | 1  | Гордон Бенкс  |
| ЗХ               | 2  | Джордж Коен   |
| ЗХ               | 5  | Джек Чарльтон |
| ЗХ               | 6  | Боббі Мур (к) |
| ЗХ               | 3  | Рей Вілсон    |
| ПЗ               | 4  | Ноббі Стайлс  |
| ПЗ               | 9  | Боббі Чарлтон |
| ПЗ               | 16 | Мартін Пітерс |
| НП               | 7  | Алан Болл     |
| НП               | 10 | Джефф Герст   |
| НП               | 21 | Роджер Гант   |
| Головний тренер: |    |               |
| Альф Ремзі       |    |               |

| ВР                  | 1  | Антоніо Рома       |     |
| ЗХ                  | 8  | Роберто Феррейро   |     |
| ЗХ                  | 4  | Роберто Перфумо    |     |
| ЗХ                  | 12 | Рафаель Альбрехт   |     |
| ЗХ                  | 7  | Сільвіо Марсоліні  |     |
| ПЗ                  | 10 | Антоніо Раттін (к) | 35' |
| ПЗ                  | 15 | Хорхе Соларі       | ЖК  |
| ПЗ                  | 16 | Альберто Гонсалес  |     |
| НП                  | 20 | Ерміндо Онега      |     |
| НП                  | 19 | Луїс Артіме        | ЖК  |
| НП                  | 21 | Оскар Мас          |     |
| Головний тренер:    |    |                    |     |
| Хуан Карлос Лоренсо |    |                    |     |

### ФРН — Уругвай
Рахунок гри було відкрито німцями на 11-й хвилині, коли Гельмут Галлер замкнув навіс зі штрафного удару у виконанні Зігфріда Гельда. Матч проходив у жорсткій боротьбі, багато в чому визначальними для його результату стали два епізоди на початку другого тайму, коли спочатку капітан уругвайців Орасіо Троче був вилучений за удар суперника ногою у живіт, а згодом його партнер по команді Ектор Сільва отримав другу жовту картку. Залишившись удев'ятьох і поступаючись в рахунку, південноамериканська команда була змушена йти в атаку, залишаючи великі прогалини у своїх оборонних побудовах. Після чергової невдалої атаки Уругваю на 70-й хвилині м'яч опинився у Франца Бекенбауера, який здійснив ривок від власного штрафного майданчика, обігрався з Уве Зеелером і, перегравши воротаря, подвоїв перевагу західнонімецьких футболістів. Протягом двадцяти хилин, що лишалися до завершення гри, втомлені і деморалізовані уругвайці ще двічі пропустили, від Зеелера та удруге за матч від Галлера.
| 23 липня 1966 15:00 UTC+1 |

| ФРН                                       | 4–0      | Уругвай |
| ----------------------------------------- | -------- | ------- |
| Галлер 11', 83' Бекенбауер 70' Зеелер 75' | Протокол |         |

| Гіллсборо, Шеффілд Глядачів: 40,007 Арбітр: Джим Фінні (Англія) |

| ВР               | 1  | Ганс Тільковскі       |    |
| ЗХ               | 2  | Горст-Дітер Геттгес   |    |
| ЗХ               | 5  | Віллі Шульц           |    |
| ЗХ               | 6  | Вольфганг Вебер       | 1' |
| ЗХ               | 3  | Карл-Гайнц Шнеллінгер |    |
| ПЗ               | 4  | Франц Бекенбауер      |    |
| ПЗ               | 12 | Вольфганг Оверат      |    |
| НП               | 8  | Гельмут Галлер        |    |
| НП               | 9  | Уве Зеелер (к)        |    |
| НП               | 10 | Зігфрід Гельд         |    |
| НП               | 11 | Лотар Еммеріх         |    |
| Головний тренер: |    |                       |    |
| Гельмут Шен      |    |                       |    |

| ВР               | 1  | Ладислао Мазуркевич |         |
| ЗХ               | 15 | Луїс Убінья         |         |
| ЗХ               | 3  | Хорхе Манісера      |         |
| ЗХ               | 2  | Орасіо Троче (к)    | 49'     |
| ЗХ               | 5  | Нестор Гонсальвес   |         |
| ПЗ               | 17 | Ектор Сальва        |         |
| ПЗ               | 6  | Омар Каетано        |         |
| НП               | 7  | Хуліо Сесар Кортес  |         |
| НП               | 19 | Ектор Сільва        | 1', 54' |
| НП               | 10 | Педро Роча          |         |
| НП               | 11 | Домінго Перес       |         |
| Головний тренер: |    |                     |         |
| Ондіно Вієра     |    |                     |         |

### СРСР — Угорщина
Технічніша і більш організована угорська команда поступилася радянським футболістам, на чиєму боці була перевага у фізичній підготовці та атлетизмі. Рахунок гри було відкрито вже на п'ятій хвилині, коли Валерій Поркуян після розіграшу кутового наносив удар у ближній кут, після відбиття якого воротарем на добиванні успішно зіграв Ігор Численко. На початку другого тайму радянська команда подвоїла перевагу — відзначився вже сам Поркуян, який звільнився від опіки під час розіграшу вільного удару і замкнув на дальній штанзі навіс від Галімзяна Хусаїнова. На 57-й хвилині Ференц Бене скоротив відставання угорців до мінімального, утім їх подальші атаки успіху не принесли через огріхи у завершальній фазі та впевнену гру радянського голкіпера Лева Яшина.
| 23 липня 1966 15:00 UTC+1 |

| СРСР                    | 2–1      | Угорщина |
| ----------------------- | -------- | -------- |
| Численко 5' Поркуян 46' | Протокол | Бене 57' |

| Рокер Парк, Сандерленд Глядачів: 26,844 Арбітр: Хуан Гардеасабаль Гарай (Іспанія) |

| ВР                      | 1  | Яшин Лев Іванович                  |
| ЗХ                      | 4  | Пономарьов Володимир Олексійович   |
| ЗХ                      | 6  | Шестерньов Альберт Олексійович (к) |
| ЗХ                      | 12 | Воронін Валерій Іванович           |
| ЗХ                      | 10 | Данилов Василь Савелійович         |
| ПЗ                      | 8  | Сабо Йожеф Йожефович               |
| ПЗ                      | 15 | Хусаїнов Галімзян Саліхович        |
| НП                      | 11 | Численко Ігор Леонідович           |
| НП                      | 18 | Банішевський Анатолій Андрійович   |
| НП                      | 19 | Малофєєв Едуард Васильович         |
| НП                      | 17 | Поркуян Валерій Семенович          |
| Головний тренер:        |    |                                    |
| Морозов Микола Петрович |    |                                    |

| ВР               | 21 | Йожеф Гелеї      |
| ЗХ               | 2  | Бене Капоста     |
| ЗХ               | 17 | Густав Сепеші    |
| ЗХ               | 5  | Кальман Месей    |
| ЗХ               | 3  | Шандор Матраї    |
| ПЗ               | 6  | Ференц Шипош (к) |
| ПЗ               | 14 | Іштван Надь      |
| НП               | 7  | Ференц Бене      |
| НП               | 9  | Флоріан Альберт  |
| НП               | 10 | Янош Фаркаш      |
| НП               | 11 | Дьюла Ракоші     |
| Головний тренер: |    |                  |
| Лайош Бароті     |    |                  |

### Португалія — КНДР
Вже сам поява північнокорейської команди у фінальній частині свіової першості була для багатьох неочікуваною, а її вихід до стадії плей-оф завдяки перемозі над італійцями в останньому турі групового етапу стала справжньою сенсацією. Португальські гравці очевидно недооцінили суперника, за що поплатилися вже на першій хвилині гри, коли Пак Син Чжін забив дальнім ударом у верхній кут їх воріт. Захисники європейської команди не зробили належних висновків, і до 25-ї хвилини їх команда вже поступалася з рахунком 0:3 після голів Лі Дон Уна і Ян Син Кука. За такого рахунку настала черга північнокорейських футболістів втратити концентрацію і зарано повірити, що вони стають авторами чергової сенсації. Утім іншої думки був зірковий нападник португальської команди Еусебіу, який вже за дві хвилини після гола Ян Син Кука успішно замкнув простріл Жозе Аугушту, а перед самою перервою ралізував пенальті, призначений за порушення правил на Жозе Торріші, скоротивши відставання в рахунку до мінімального. По перерві нестримний Еусебіу спочатку ще раз забив з гри, зрівнявши рахунок, а згодом вивів португальців уперед, реалізувавши пенальті, який сам же й заробив. Остаточний рахунок гри, 5:3 на користь Португалії, встановив Жозе Аугушту, замкнувши ударом головою навіс з кутового у виконанні все того ж Еусебіу, який до чотирьох голів у грі додав результативну передачу.
| 23 липня 1966 15:00 UTC+1 |

| Португалія                                                | 5–3      | Північна Корея                               |
| --------------------------------------------------------- | -------- | -------------------------------------------- |
| Еусебіу 27', 43' (пен.), 56', 59' (пен.) Жозе Аугушту 80' | Протокол | Пак Син Чжін 1' Лі Дон Ун 22' Ян Син Кук 25' |

| Гудісон Парк, Ліверпуль Глядачів: 40,248 Арбітр: Менахем Ашкеназі (Ізраїль) |

| ВР               | 3  | Жозе Перейра       |    |
| ЗХ               | 17 | Жуан Мораїш        |    |
| ЗХ               | 20 | Алешандрі Баптішта |    |
| ЗХ               | 4  | Вісенті            |    |
| ЗХ               | 9  | Іларіу             |    |
| ПЗ               | 16 | Жаймі Граса        |    |
| ПЗ               | 10 | Маріу Колуна (к)   | 1' |
| НП               | 12 | Жозе Аугушту       |    |
| НП               | 13 | Еусебіу            |    |
| НП               | 18 | Жозе Торріш        |    |
| НП               | 11 | Антоніу Сімойнш    |    |
| Головний тренер: |    |                    |    |
| Отто Глорія      |    |                    |    |

| ВР               | 1  | Лі Чхан Мьон |
| ЗХ               | 5  | Лім Чжун Сон |
| ЗХ               | 3  | Сін Йон Кю   |
| ЗХ               | 14 | Ха Чжун Вон  |
| ЗХ               | 13 | О Юн Кьон    |
| ПЗ               | 8  | Пак Син Чжін |
| ПЗ               | 6  | Ім Син Хві   |
| НП               | 11 | Хан Бон Чжін |
| НП               | 7  | Пак Ду Ік    |
| НП               | 16 | Лі Дон Ун    |
| НП               | 15 | Ян Син Кук   |
| Головний тренер: |    |              |
| Мьон Ре Хьон     |    |              |

## Півфінали

### ФРН — СРСР
У першій півфінальній грі зустрілися дві команди, які робили ставку на атлетизмі і фізичній підготовці. Рахунок вдалося відкрити західнонімецьким футболістам під завісу першого тайму, коли Карл-Гайнц Шнеллінгер зробив передачу на набігаючого Гельмута Галлера, який вразив ворота Яшина потужним ударом з кута карного майданчика. До завершення першої половини гри лишалося дві хвилини, за які встигла відбутися ще одна важлива для результату матчу подія — Ігор Численко втратив м'яч, після чого атакував ударом ззаду по ногах Зігфріда Гельда, який ним заволодів. За тогочасними стандартами суддівства таке порушення правил не вважалося особливо грубим, проте італійський рефері Ло Ьелло покарав порушника вилученням з поля. Таким чином збірна СРСР залишилася у меншості на весь другий тайм. Німцям вдалося конвертувати чисельну перевагу у забитий гол на 67-й хвилині стараннями Франца Бекенбауера, який пройшов декількох суперників на межі карного майданчика, після чого вразив ворота ударом під самісеньку стійку. Радянським футболістам вдалося лише скоротити відставання в рахунку до мінімального — свій вже четвертий гол на турнірі забив київський динамівець Валерій Поркуян, який починав змагання як запасний гравець. Після його гола до завершення гри лишалося лише дві хвилини, проте збірна СРСР, граючи у меншості, ледь не перевела її у додатковий час, утім удар головою від Банішевського поцілив у перекладину воріт, тож до фіналу пройшла команда ФРН.
| 25 липня 1966 19:30 UTC+1 |

| ФРН                       | 2–1      | СРСР        |
| ------------------------- | -------- | ----------- |
| Галлер 43' Бекенбауер 67' | Протокол | Поркуян 88' |

| Гудісон Парк, Ліверпуль Глядачів: 38,273 Арбітр: Кончетто Ло Белло (Італія) |

| ВР               | 1  | Ганс Тільковскі       |    |
| ЗХ               | 14 | Альфред Луц           |    |
| ЗХ               | 5  | Віллі Шульц           |    |
| ЗХ               | 6  | Вольфганг Вебер       |    |
| ЗХ               | 3  | Карл-Гайнц Шнеллінгер |    |
| ПЗ               | 4  | Франц Бекенбауер      | 1' |
| ПЗ               | 8  | Гельмут Галлер        |    |
| НП               | 9  | Уве Зеелер (к)        |    |
| НП               | 10 | Зігфрід Гельд         |    |
| НП               | 12 | Вольфганг Оверат      |    |
| НП               | 11 | Лотар Еммеріх         |    |
| Головний тренер: |    |                       |    |
| Гельмут Шен      |    |                       |    |

| ВР                      | 1  | Яшин Лев Іванович                  |     |
| ЗХ                      | 4  | Пономарьов Володимир Олексійович   |     |
| ЗХ                      | 6  | Шестерньов Альберт Олексійович (к) |     |
| ЗХ                      | 10 | Данилов Василь Савелійович         |     |
| ЗХ                      | 12 | Воронін Валерій Іванович           | 1'  |
| ПЗ                      | 8  | Сабо Йожеф Йожефович               |     |
| ПЗ                      | 15 | Хусаїнов Галімзян Саліхович        |     |
| НП                      | 11 | Численко Ігор Леонідович           | 44' |
| НП                      | 18 | Банішевський Анатолій Андрійович   |     |
| НП                      | 19 | Малофєєв Едуард Васильович         |     |
| НП                      | 17 | Поркуян Валерій Семенович          |     |
| Головний тренер:        |    |                                    |     |
| Морозов Микола Петрович |    |                                    |     |

### Англія — Португалія
Другий фіналіст світової першості визначався у грі господарів турніру проти збірної Португалії. Намагання португальців здобути успіх завдяки перевазі в техниці роботи з м'ячем були безуспішними, як і в багатьох інших іграх чемпіонату гору взяла краща фізична підготовка. Рахунок на 30-й хвилині відкрили англійці, чий нападник Роджер Гант здійснив ривок, обігравши захисника суперників і вийшовши на їх воротаря, після невпевненої гри якого м'яч опинився у Боббі Чарлтона, чий удар виявився влучним. На 80-й хвилині він же подвоїв перевагу господарів, забивши потужним дальнім ударом. Надія перевести гру в додатковий час відновилася в португальців вже за дві хвилини — старший брат автора дубля в матчі Джек Чарльтон зіграв рукою у власному карному майданчику, а зірковий Еусебіу з 11-метрової позначки не схибив. Однак зрівняти рахунок за вісім хвилин, що лишалися, не вдалося, і заповнений лондонський Вемблі привітав свою збірну з виходом до фіналу.
| 26 липня 1966 19:30 UTC+1 |

| Англія              | 2–1      | Португалія         |
| ------------------- | -------- | ------------------ |
| Б. Чарлтон 30', 80' | Протокол | Еусебіу 82' (пен.) |

| Вемблі, Лондон Глядачів: 94,493 Арбітр: П'єр Швінте (Франція) |

| ВР               | 1  | Гордон Бенкс  |
| ЗХ               | 2  | Джордж Коен   |
| ЗХ               | 5  | Джек Чарльтон |
| ЗХ               | 6  | Боббі Мур (к) |
| ЗХ               | 3  | Рей Вілсон    |
| ПЗ               | 4  | Ноббі Стайлс  |
| ПЗ               | 9  | Боббі Чарлтон |
| ПЗ               | 16 | Мартін Пітерс |
| НП               | 7  | Алан Болл     |
| НП               | 10 | Джефф Герст   |
| НП               | 21 | Роджер Гант   |
| Головний тренер: |    |               |
| Альф Ремзі       |    |               |

| ВР               | 3  | Жозе Перейра       |
| ЗХ               | 22 | Алберту Фешта      |
| ЗХ               | 20 | Алешандрі Баптішта |
| ЗХ               | 21 | Жозе Карлуш        |
| ЗХ               | 9  | Іларіу             |
| ПЗ               | 16 | Жаймі Граса        |
| ПЗ               | 10 | Маріу Колуна (к)   |
| НП               | 12 | Жозе Аугушту       |
| НП               | 13 | Еусебіу            |
| НП               | 18 | Жозе Торріш        |
| НП               | 11 | Антоніу Сімойнш    |
| Головний тренер: |    |                    |
| Отто Глорія      |    |                    |

## Матч за третє місце
У грі команд, які зупинилися за крок від фіналу, рахунок було відкрито на 12-й хвилині, після того як Муртаз Хурцилава в ситуації, яка того не вимагала, зіграв рукою у власному карному майданчику. Традиційно для португальської команди удар з 11 метрів виконав Еусебіу, реалізувавши свій четвертий пенальті на турнірі і забивши загалом свій дев'ятий гол у його іграх. Рівновагу в рахунку було відновлено наприкінці першого тайму, коли воротар піренейців Жозе Перейра невдало відбив м'яч після удару Слави Метревелі, і за офіційним протоколом гри він був добитий Едуардом Малофєєвим, а за іншою інформацію його у свої ворота зрізав захисник Алберту Фешта. Основний час гри добігав кінця, коли все ж відбулося вирішальне взяття воріт, — Торріш виграв верхову боротьбу за м'яч, скинувши його на Жозе Аугушту, після чого отримав передачу у відповідь і пробив повз Яшина, принісши португальцям бронзові нагороди світової першості.
| 28 липня 1966 19:30 UTC+1 |

| Португалія                    | 2–1      | СРСР         |
| ----------------------------- | -------- | ------------ |
| Еусебіу 12' (пен.) Торріш 89' | Протокол | Малофєєв 43' |

| Вемблі, Лондон Глядачів: 87,696 Арбітр: Кен Дагнолл (Англія) |

| ВР               | 3  | Жозе Перейра       |
| ЗХ               | 22 | Алберту Фешта      |
| ЗХ               | 20 | Алешандрі Баптішта |
| ЗХ               | 21 | Жозе Карлуш        |
| ЗХ               | 9  | Іларіу             |
| ПЗ               | 16 | Жаймі Граса        |
| ПЗ               | 10 | Маріу Колуна (к)   |
| НП               | 12 | Жозе Аугушту       |
| НП               | 13 | Еусебіу            |
| НП               | 18 | Жозе Торріш        |
| НП               | 11 | Антоніу Сімойнш    |
| Головний тренер: |    |                    |
| Отто Глорія      |    |                    |

| ВР                      | 1  | Яшин Лев Іванович (к)            |
| ЗХ                      | 4  | Пономарьов Володимир Олексійович |
| ЗХ                      | 13 | Корнєєв Олексій Олександрович    |
| ЗХ                      | 7  | Хурцилава Муртаз Калістратович   |
| ЗХ                      | 10 | Данилов Василь Савелійович       |
| ПЗ                      | 12 | Воронін Валерій Іванович         |
| ПЗ                      | 14 | Січінава Георгій Володимирович   |
| НП                      | 16 | Метревелі Слава Калістратович    |
| НП                      | 19 | Малофєєв Едуард Васильович       |
| НП                      | 18 | Банішевський Анатолій Андрійович |
| НП                      | 2  | Серебряніков Віктор Петрович     |
| Головний тренер:        |    |                                  |
| Морозов Микола Петрович |    |                                  |

## Фінал
Фінальна гра світової першості проходила на лондонського Вемблі за присутності більш ніж 90 тисяч глядачів, переважна більшість з яких палко підтримувала команду господарів, збірну Англії. Попри їх сподівання рахунок матчу досить швидко відкрили суперники англійців, збірна ФРН. На 12-й хвилині Зігфрід Гельд навісив з лівого флангу на дальню штангу, там Рей Вілсон вибив м'яч головою, проте прямо на Гельмута Галлера, який влучно пробив по воротах Бенкса. Однак вже за шість хвилин рівновагу відновив Джефф Герст, замкнувши головою навіс зі штрафного. Після обміну голами команди почали грати обережніше, думаючи насамперед про захист і не ризикуючи проводити масовані атаки. Гра змінилася після 78-ї хвилини, на якій м'яч після удару Герста влучив у німецького захисника і рикошетом відскочив до Мартіна Пітерса, який із семи метрів вразив ворота Ганса Тільковскі, вивівши збірну Англії уперед. Західнонімецькі футболісти кинулися відігруватися і їхні старання були винагороджені на передостаній хвилині основного часу, коли після штрафного у виконанні Еммеріха і декількох відскоків м'яч опинився у Вольфганга Вебера, якому вдалося проштовхнути його повз англійського голкіпера. Таким чином уперше з 1934 року для визначення чемпіона світу було призначено додатковий час.
На 11-й хвилині додаткового часу відбувся один з найсуперечливіших епізодів в історії фіналів чемпіонатів світу. Англієць Ноббі Стайлс наздогнав м'яч біля правого кутового прапорця і віддав у центр на Джеффа Герста, після потужного удару якого м'яч влучив у поперечину воріт Тільковскі, відскочив у газон і був вибитий німецьким захисником на кутовий. Англійські футболісти почали апелювати до головного арбітра гри Готфріда Дінста, доводячи, що м'яч встиг перетнути лінію воріт. Швейцарський рефері підбіг до свого асистента, радянського арбітра на лінії Тофіка Бахрамова, який підтвердив взяття воріт попри протести німецьких гравців. Наявні відеозаписи матчу не дають одназначної відповіді щодо правомірності такого рішення, лишаючи привід для суперечок. Збірна ФРН знову кинулася в атаку, утім удруге відігратися їй не вдалося. Натомість на останній хвилині додаткового часу все той же Герст отримав дальній пас з лінії захисту і убіг в контратаку, оформивши перший і наразі єдиний в історії фіналів чемпіонатів світу хет-трик.
| 30 липня 1966 14:30 (UTC+0) |

| Англія                           | 4:2 (дч) | ФРН                  |
| -------------------------------- | -------- | -------------------- |
| Герст 18', 101', 120' Пітерс 78' | Протокол | 12' Галлер 89' Вебер |

| Вемблі, Лондон Глядачів: 96,924 Арбітр: Готфрід Дінст (Швейцарія) |

| Англія | ФРН |

| ВР         | 1  | Гордон Бенкс  |
| ЗХ         | 2  | Джордж Коен   |
| ЗХ         | 5  | Джек Чарльтон |
| ЗХ         | 6  | Боббі Мур (к) |
| ЗХ         | 3  | Рей Вілсон    |
| ПЗ         | 4  | Ноббі Стайлс  |
| ПЗ         | 7  | Алан Болл     |
| ПЗ         | 9  | Боббі Чарлтон |
| ПЗ         | 16 | Мартін Пітерс |
| НП         | 10 | Джефф Герст   |
| НП         | 21 | Роджер Гант   |
| Тренер:    |    |               |
| Альф Ремзі |    |               |

| ВР          | 1  | Ганс Тільковскі       |
| ЗХ          | 2  | Горст-Дітер Геттгес   |
| ЗХ          | 5  | Віллі Шульц           |
| ЗХ          | 6  | Вольфганг Вебер       |
| ЗХ          | 3  | Карл-Гайнц Шнеллінгер |
| ПЗ          | 8  | Гельмут Галлер        |
| ПЗ          | 4  | Франц Бекенбауер      |
| ПЗ          | 12 | Вольфганг Оверат      |
| НП          | 11 | Лотар Еммеріх         |
| НП          | 9  | Уве Зеелер (к)        |
| НП          | 10 | Зігфрид Гельд         |
| Тренер:     |    |                       |
| Гельмут Шен |    |                       |